# Wallace Collection (Band)
Wallace Collection war eine 1968 in Belgien gegründete Band, die als eine der ersten Streichinstrumente in eine Rockcombo integrierte. Die Gruppe bestand aus zwei Mitgliedern des belgischen Nationalorchesters, Raymond Vincent (Violine) und Jacques Hamotte (Cello), dem Jazzpianisten Marc Herouet und der eher am Pop orientierten Rhythmusgruppe mit Christian Janssen (Bass), Freddy Nieuland (Schlagzeug) und Sylveer van Holmen (Gitarre). Die Band spielte eine Synthese aus Pop-, Rock- und Streicherelementen.

## Geschichte
Die Gruppe erhielt einen Plattenvertrag bei der EMI. Mit dem Song Daydream aus dem ersten Album Laughing Cavalier (aufgenommen in den Abbey Road Studios mit Beratung durch George Martin) gelang der Band ein Hit, der in Belgien Platz eins der Charts erreichte. Weitere Titel, die in verschiedenen Ländern erfolgreich wurden, waren Dear Beloved Secretary (1969), Fly Me to the Earth (1969), Serenade (1970) und Stay (1971).
1970 und 1971 gab Wallace Collection Konzerte in Europa und war auch in Mexiko und Brasilien erfolgreich, wo sie große Arenen füllten. Die Komposition von Filmmusiken ergänzte das Gesamtwerk der Gruppe. 1972 führten Schaffenskrisen, der Tourneestress und auch die unterschiedlichen musikalischen Vorstellungen zur Auflösung der Gruppe.

## Diskografie
Alben
- 1969: Laughing Cavalier (EMI)
- 1970: Wallace Collection (EMI)
- 1970: La Maison (Original Motion Picture Soundtrack, EMI)